# Liste de racines grecques (lettre T)
Pour un article plus général, voir Racine grecque.
| Racine | Origine grecque | Sens | Exemples de mots comportant la racine |
| --- | --- | --- | --- |
| tachéo- | ταχύς (takhús) ; τάχιστος (tákhistos) | Rapide ; le plus rapide (superlatif) | voir tachy- |
| tachisto- | ταχύς (takhús) ; τάχιστος (tákhistos) | Rapide ; le plus rapide (superlatif) | voir tachy- |
| tachy- ; tachéo- ; tachisto-                                                                                  | ταχύς (takhús) ; τάχιστος (tákhistos) | Rapide ; le plus rapide (superlatif) | Tachycardie, Tachygenèse, Tachygraphe, Tachylalie, Tachymètre, Tachyon, Tachypète, Tachyphagie, Tachyphémie, Tachyphylaxie, Tachypnée, Tachysystolie, Tachytypie ; Tachéographie, Tachéomètre ; Tachistoscope |
| -tact- ; -tax- ; -tagm-                                                                                       | τάσσω (tássô) → τακτός (taktós) ; τάξις (táxis) ; τάξος (táxos) ; τάγμα (tágma)                                                                              | Ranger, ordonner, fixer, déterminer, placer → réglé, fixé, déterminé, ordonné, commandé ; arrangement, disposition, place assignée, ordre, contribution, impôt, fixation d'une taxe ; if commun ; légion, compagnie, ordre, prescription | Apotactique, Chimiotactisme, Géotactisme, Hydrotactisme, Isotactique, Mnémotactisme, Phototactisme, Syntactique, Thermotactisme ; Taxidermie, Taxie, Taxilogie, Taximètre, Taxinomie, Taxon, Taxus, Ataxiophobie, Barotaxie, Électrotaxie, Épitaxie, Galvanotaxie, Géotaxie, Hétérotaxie, Histotaxie, Hyperhypotaxe, Hypotaxe, Parataxe, Phototaxie, Phyllotaxie, Prototaxites, Rhéotaxie, Stéréotaxie, Syntaxe ; Tagma, Tagme, Tagmème, Syntagme |
| taeni- | τείνω(téinô) → τένων (ténôn) ; ἐκτένεια (ekténeia) ; τεινεσμός (teinesmós) ; τέτανος (tétanos) ; τάσις (tásis) ; ταινία(tainía) ; τόνος(tónos)               | Tendre, étendre, étirer → tendon ; tension, persévérance, zêle, application ; douleur intestinale ; étendu, allongé, rigide ; tension d'un muscle, contraction, extension, rigidité spasmodique, tétanos ; bandelette, ruban, ceinture, bandage, ver solitaire ; ligament tendu, tension, corde, cordage, muscle, tendon, mode musical, ton de la voix, son, rythme | voir -tène |
| tænia- | τείνω(téinô) → τένων (ténôn) ; ἐκτένεια (ekténeia) ; τεινεσμός (teinesmós) ; τέτανος (tétanos) ; τάσις (tásis) ; ταινία(tainía) ; τόνος(tónos)               | Tendre, étendre, étirer → tendon ; tension, persévérance, zêle, application ; douleur intestinale ; étendu, allongé, rigide ; tension d'un muscle, contraction, extension, rigidité spasmodique, tétanos ; bandelette, ruban, ceinture, bandage, ver solitaire ; ligament tendu, tension, corde, cordage, muscle, tendon, mode musical, ton de la voix, son, rythme | voir -tène |
| -tagm- | τάσσω (tássô) → τακτός (taktós) ; τάξις (táxis) ; τάξος (táxos) ; τάγμα (tágma)                                                                              | Ranger, ordonner, fixer, déterminer, placer → réglé, fixé, déterminé, ordonné, commandé ; arrangement, disposition, place assignée, ordre, contribution, impôt, fixation d'une taxe ; if commun ; légion, compagnie, ordre, prescription | voir -tact- |
| taie | θήκη(thếkê) | Armoire, boîte, coffre, écrin | voir -thèque |
| talent- | τλάω (tláô) → Ἄτλας, -ντος (Átlas, -ntos) ; τάλας(tálas) ; τάλαντον (tálanton)                                                                               | Supporter → Atlas (Titan) ; qui supporte ; plateau de balance, poids d'argent, talent (monnaie grecque) | voir atl- |
| tall- | θαλλός (thallós) | Jeune pousse, jeune branche | voir -thall- |
| -tantal- | Τάνταλος (Tántalos) | Tantale(fils de Zeus) | Tantalate, Tantale1, Tantale2, Tantale3, Tantalide, Tantalite, Niobotantalate, Yttrotantalite ; voir aussi atl- |
| -taph- | τάφος1(táphos) | Tombeau, funérailles | Taphonomie, Taphophilie, Taphophobie, Bibliotaphe, Cénotaphe, Endotaphe, Épitaphe |
| tapin- | ταπείνωσις (tapeínôsis) | Humiliation | Tapinose |
| tarent- | Τάρας, -αντος (Táras, -antos) | Tarente | Tarente1, Tarente2, Tarentelle, Tarentule |
| -tars- | ταρσός (tarsós) | Claie à fromage, rangée (des doigts de pied, de cils, de côtes ...) | Tarsalgie, Tarse, Tarsectomie, Tarsien, Tarsier, Tarsiiformes, Tarsite, Tarsoplastie, Tarsoptose, Tarsorraphie, Métatarse, Tibio-tarsien |
| tartar- | Τάρταρος (Tártaros) | Le Tartare (fleuve mythologique des Enfers) | Tartare |
| tartr- | tartarum[mot bas latin] | tartre | Tartrate, Tartre, Tartreux, Tartrifuge, Tartrique |
| -tas-, -tase, -tasie                                                                                          | τείνω(téinô) → τένων (ténôn) ; ἐκτένεια (ekténeia) ; τεινεσμός (teinesmós) ; τέτανος (tétanos) ; τάσις (tásis) ; ταινία(tainía) ; τόνος(tónos)               | Tendre, étendre, étirer → tendon ; tension, persévérance, zêle, application ; douleur intestinale ; étendu, allongé, rigide ; tension d'un muscle, contraction, extension, rigidité spasmodique, tétanos ; bandelette, ruban, ceinture, bandage, ver solitaire ; ligament tendu, tension, corde, cordage, muscle, tendon, mode musical, ton de la voix, son, rythme | voir -tène |
| tau | ταῦ (taũ) | Lettre grecque tau (τ, T) | Tau1, Tau2 |
| -taur- | ταῦρος (taũros) | Taureau | Taure, Taureau, Taurides, Taurine, Taurobole, Taurocathapsie, Taurocéphale, Taurocolle, Tauromachie, Taurophage, Minotaure |
| tauto- | τὸ αὐτό (tò autó) → ταὐτό(contraction par crase)(tautó) | Le même | Tautochrone, Tautogramme, Tautologie, Tautomérie, Tautonyme |
| -tax- | τάσσω (tássô) → τακτός (taktós) ; τάξις (táxis) ; τάξος (táxos) ; τάγμα (tágma)                                                                              | Ranger, ordonner, fixer, déterminer, placer → réglé, fixé, déterminé, ordonné, commandé ; arrangement, disposition, place assignée, ordre, contribution, impôt, fixation d'une taxe ; if commun ; légion, compagnie, ordre, prescription | voir -tact- |
| -te | τέλος (télos) ; τελέω (teléô), τελευτή (teleutè) | Achèvement, fin, accomplissement, but, acquittement, paiement, charge ; accomplir, produire, arriver, terminer ; accomplissement, réalisation, fin, résultat | voir téléo- |
| -techn-, -techno- ; -tect-1                                                                                   | τέχνη(tékhnê) ; τέκτων (téktôn) | art, technique, savoir-faire, activité ; ouvrier travaillant le bois, charpentier ou menuisier, constructeur | Technè, Technème, Technétium, Technicien, Technique, Technicolor, Technocrate, Technologie, Technopole, Cryotechnique, Électrotechnique, Ethnotechnique, Géotechnique, Mnémotechnique, Nanotechnologie, Polytechnicien, Pyrotechnicien, Radiotechnique, Zootechnique ; Tectogenèse, Tectonique, Architecte, Architectonique, Géo-tectonique, Microtectonique, Morphotectonique |
| téco- | τήκω (tếkô) | Faire fondre, ramollir, dissiper, dissoudre, fondre, disparaître | Técolithe |
| -tect-1 | τέχνη(tékhnê) ; τέκτων (téktôn) | art, technique, savoir-faire, activité ; ouvrier travaillant le bois, charpentier ou menuisier, constructeur | voir -techn- |
| -tect-2 ; -texi-                                                                                              | τήκω (tếkô) → τηκτός (têktós) | Fondre → fondu, fusible, soluble | Tectite, Anatectique, Eutectique, Eutectoïde, Péritectique, Syntectique ; Anatexie, Anatexite, Eutexie, Syntexis |
| -téich- | τεῖχος (teĩkhos) | Mûr d'une cité, fortification, forteresse, paroi | Lipotéichoïque, Téichoïque |
| tel- | τέλος (télos) ; τελέω (teléô), τελευτή (teleutè) | Achèvement, fin, accomplissement, but, acquittement, paiement, charge ; accomplir, produire, arriver, terminer ; accomplissement, réalisation, fin, résultat | voir téléo- |
| -tél-1, téle- ; télé-                                                                                         | τῆλε (tễle) | Loin, au loin | Télangiectasie, Télescope, Télex ; Téléachat, Télécabine, Télécommande, Télé-crochet, Télédétection, Télé-enseignement, Téléfilm, Télégestion, Télégonos, Télégramme, Télégraphe, Téléguidage, Télékinésie, Télémaque, Télémesure, Télémètre, Téléobjectif, Télépathie, Téléphérique, Téléphile,, Téléphone, Télésiège, Télésurveillance, Téléski, Télétraitement, Télétravail, Télévision, Télétoxie Atélochorie |
| -tél-2 | τέλος (télos) ; τελέω (teléô), τελευτή (teleutè) | Achèvement, fin, accomplissement, but, acquittement, paiement, charge ; accomplir, produire, arriver, terminer ; accomplissement, réalisation, fin, résultat | voir téléo- |
| téle-, télé-                                                                                                  | τῆλε (tễle) | Loin, au loin | voir -tél-1 |
| -tèle | τέλος (télos) ; τελέω (teléô), τελευτή (teleutè) | Achèvement, fin, accomplissement, but, acquittement, paiement, charge ; accomplir, produire, arriver, terminer ; accomplissement, réalisation, fin, résultat | voir téléo- |
| téléo- ; -tél-2, tel-, télo- ; -tèle, -teles ; -te ; téleut-                                                  | τέλος (télos) ; τελέω (teléô), τελευτή (teleutè) | Achèvement, fin, accomplissement, but, acquittement, paiement, charge ; accomplir, produire, arriver, terminer ; accomplissement, réalisation, fin, résultat | Téléologie, Téléonomie, Téléoptile, Téléosaure, Téléostéen ; Télencéphale, Télicité, Télie, Téliospore, Télogène, Télolécithe, Télomère, Télophase, Téloblaste, Telson, Aristoteles1, Aristoteles,2, Atélostéogenèse, Isotélie, Philatélie ; Praxitèle, Protèle, Pyrgotèle1, Pyrgotèle2, Pyrgotèle3 ; Aristote ; Téleutospore, Homéotéleute |
| -teles | τέλος (télos) ; τελέω (teléô), τελευτή (teleutè) | Achèvement, fin, accomplissement, but, acquittement, paiement, charge ; accomplir, produire, arriver, terminer ; accomplissement, réalisation, fin, résultat | voir téléo- |
| téleut- | τέλος (télos) ; τελέω (teléô), τελευτή (teleutè) | Achèvement, fin, accomplissement, but, acquittement, paiement, charge ; accomplir, produire, arriver, terminer ; accomplissement, réalisation, fin, résultat | voir téléo- |
| télo- | τέλος (télos) ; τελέω (teléô), τελευτή (teleutè) | Achèvement, fin, accomplissement, but, acquittement, paiement, charge ; accomplir, produire, arriver, terminer ; accomplissement, réalisation, fin, résultat | voir téléo- |
| -témis | θέμις (thémis) | Loi divine, droit, coutume, oracle, procès | voir thémis- |
| temno- | τέμνω (témnô) → τομή (tomế) ; ἔντομος (éntomos) → ἔντομα (éntoma) ; τμῆσις (tmễsis) ; ἐκτομή (ektomế)                                                        | Couper → coupure ; découpé, segmenté → insectes ; coupure, section, tmèse ; ablation, amputation | voir -tom- |
| tén-, -tén-                                                                                                   | τείνω(téinô) → τένων (ténôn) ; ἐκτένεια (ekténeia) ; τεινεσμός (teinesmós) ; τέτανος (tétanos) ; τάσις (tásis) ; ταινία(tainía) ; τόνος(tónos)               | Tendre, étendre, étirer → tendon ; tension, persévérance, zêle, application ; douleur intestinale ; étendu, allongé, rigide ; tension d'un muscle, contraction, extension, rigidité spasmodique, tétanos ; bandelette, ruban, ceinture, bandage, ver solitaire ; ligament tendu, tension, corde, cordage, muscle, tendon, mode musical, ton de la voix, son, rythme | voir -tène |
| -tène, -tén- ; -ténie ; téno-, tén- ; tænia-, taeni- ; téni- ; tétan- ; -tas-, -tase, -tasie ; -ton- ; -toin- | τείνω(téinô) → τένων (ténôn) ; ἐκτένεια (ekténeia) ; τεινεσμός (teinesmós) ; τέτανος (tétanos) ; τάσις (tásis) ; ταινία(tainía) ; τόνος(tónos)               | Tendre, étendre, étirer → tendon ; tension, persévérance, zêle, application ; douleur intestinale ; étendu, allongé, rigide ; tension d'un muscle, contraction, extension, rigidité spasmodique, tétanos ; bandelette, ruban, ceinture, bandage, ver solitaire ; ligament tendu, tension, corde, cordage, muscle, tendon, mode musical, ton de la voix, son, rythme | Diplotène, Hypoténuse, Leptotène, Pachytène, Zygotène ; Ecténie, Néoténie ; Ténalgie, Ténesme, Téniasis, Ténioïde, Ténioptère, Ténodèse, Ténopathie, Ténoplastie, Ténorraphie, Ténosynovite, Ténotomie ; Tænia, Tæniasis, Taeniophyllum ; Ténia, Ténicide, Ténifuge, Ténioptère ; Tétanie, Tétanos ; Tasikinésie, Anatase, Anentasie, Angiectasie, Atélectasie, Bronchiectasie, Cardiectasie, Diectasique, Ectasie, Entasis, Entérectasie, Épectase, Épitase, Phlébectasie, Protase, Télangiectasie ; Ton, Tonal, Tonalité, Tonème, Tonétique, Tonicardiaque, Tonicité1, Tonicité2, Tonie, Tonifier, Tonique1, Tonique2, Tonomètre, Tonométrie, Tonus, Atonal, Atone, Atonie, Baryton, Catatonie, Dystonie, Intonation, Opisthotonos, Oxyton, Paroxyton, Péritonite, Syntonie, Syntonique ; Péritoine |
| téni- | τείνω(téinô) → τένων (ténôn) ; ἐκτένεια (ekténeia) ; τεινεσμός (teinesmós) ; τέτανος (tétanos) ; τάσις (tásis) ; ταινία(tainía) ; τόνος(tónos)               | Tendre, étendre, étirer → tendon ; tension, persévérance, zêle, application ; douleur intestinale ; étendu, allongé, rigide ; tension d'un muscle, contraction, extension, rigidité spasmodique, tétanos ; bandelette, ruban, ceinture, bandage, ver solitaire ; ligament tendu, tension, corde, cordage, muscle, tendon, mode musical, ton de la voix, son, rythme | voir -tène |
| -ténie | τείνω(téinô) → τένων (ténôn) ; ἐκτένεια (ekténeia) ; τεινεσμός (teinesmós) ; τέτανος (tétanos) ; τάσις (tásis) ; ταινία(tainía) ; τόνος(tónos)               | Tendre, étendre, étirer → tendon ; tension, persévérance, zêle, application ; douleur intestinale ; étendu, allongé, rigide ; tension d'un muscle, contraction, extension, rigidité spasmodique, tétanos ; bandelette, ruban, ceinture, bandage, ver solitaire ; ligament tendu, tension, corde, cordage, muscle, tendon, mode musical, ton de la voix, son, rythme | voir -tène |
| téno- | τείνω(téinô) → τένων (ténôn) ; ἐκτένεια (ekténeia) ; τεινεσμός (teinesmós) ; τέτανος (tétanos) ; τάσις (tásis) ; ταινία(tainía) ; Modèle:Grec anc7ien(tónos) | Tendre, étendre, étirer → tendon ; tension, persévérance, zêle, application ; douleur intestinale ; étendu, allongé, rigide ; tension d'un muscle, contraction, extension, rigidité spasmodique, tétanos ; bandelette, ruban, ceinture, bandage, ver solitaire ; ligament tendu, tension, corde, cordage, muscle, tendon, mode musical, ton de la voix, son, rythme | voir -tène |
| tenthrèd- | τενθεύω (tentheúô) → τενθρηδών (tenthrêdốn) | Sucer, être gourmand de ... → (sorte de) guêpe terricole | Tenthrède |
| téphr- | τέφρα (téphra) | Cendre | Téphra, Téphracanthe, Téphrapotes, Téphrine, Téphrochronologie, Téphroïte, Téphromancie, Téphrosie, Téphrosine, Téphrostratigraphique |
| ter- | τερέϐινθος (terébinthos) | Térébinthe | voir téréb- |
| téra- ; térato-                                                                                               | τέρας, -ατος (téras, -atos) | Signe extraordinaire, présage effrayant, prodige, être monstrueux | Téra, Téragone, Téraherz , Térajoule , Téranewton ,Téraoctet, Téraparsec ,Térasievert, Térawatt ; Tératogène, Tératogenèse, Tératolite, Tératologie, Tératologique, Tératome, Tératopage, Teratoscincus, Tératoscopie, Tératospermie |
| térato- | τέρας, -ατος (téras, -atos) | Signe extraordinaire, présage effrayant, prodige, être monstrueux | voir téra- |
| téré- | τερέϐινθος (terébinthos) | Térébinthe | voir téréb- |
| téréb- ; terp- ; téré-, ter-                                                                                  | τερέϐινθος (térebinthos) | Térébinthe | Térébinthe, Thérébenthine ; Terpène, Terpénoïde, Terpine, Terpinol ; Térébique, Téréphtalique, Tergal |
| téréd- | τείρω (teírô) → τερηδών (terêdỗn) | User, épuiser, accabler → ver qui ronge | Térédinidé, Teredo |
| terp- | τερέϐινθος (terébinthos) | Terébinthe | voir téréb- |
| tétan- | τείνω(téinô) → τένων (ténôn) ; ἐκτένεια (ekténeia) ; τεινεσμός (teinesmós) ; τέτανος (tétanos) ; τάσις (tásis) ; ταινία(tainía) ; τόνος(tónos)               | Tendre, étendre, étirer → tendon ; tension, persévérance, zêle, application ; douleur intestinale ; étendu, allongé, rigide ; tension d'un muscle, contraction, extension, rigidité spasmodique, tétanos ; bandelette, ruban, ceinture, bandage, ver solitaire ; ligament tendu, tension, corde, cordage, muscle, tendon, mode musical, ton de la voix, son, rythme | voir -tène |
| tétr- | τέτταρες (téttares), (préfixe grec) τετρα- (tetra-) | Quatre | voir -tétra- |
| -tétra- ; tétr- ; tra- ; tré-                                                                                 | τέτταρες (téttares), (préfixe grec) τετρα- (tetra-) | Quatre | Tétrachire, Tétrachlorure1, Tétrachlorure2, Tétracorde, Tétracycline, Tétrade, Tétradymite, Tétradyname, Tétraèdre, Tétraédrite, Tétraéthyle, Tétragone, Tétragramme, Tétrakène, Tétraktys, Tétralogie, Tétramorphe, Tétraodon, Tétraplégie, Tétraploïde, Tétrapode, Tétrapyle, Tétraptyque, Tétrastyle, Tétravalence, Tétrazine, Hexatétraèdre ; Tétrarchie, Tétrarque, Tétrode, Tétrodon, Tétrodotoxine, Tétrose ; Trapèze, Trébizonde |
| tétras | τέτραξ, -αγος (tétrax, -agos) | Faisan | Tétraoniné, Tétras |
| -teuque | τεῦχος (teũkhos) ; Πεντάτευχος (Pentáteukhos) | Ustensile, instrument, étui, contenant, baignoire, ruche, livre ; Pentateuque | Pentateuque |
| -texi- | τήκω (tếkô) → τηκτός (têktós) | Fondre → fondu, fusible, soluble | voir -tect-2 |
| th- | θεός (theós) | Dieu | voir -théo-1 |
| thal- | θαλλός (thallós) | Jeune pousse, jeune branche | voir -thall- |
| -thalam- ; tholo-                                                                                             | θάλαμος (thálamos) ; θόλος (thólos) | Chambre à coucher, chambre nuptiale ; édifice en dôme, rotonde | Thalamège, Thalamencéphale, Thalamiflore, Thalamite, Thalamus, Épithalame, Épithalamus, Hypothalamus, Spinothalamique ; Tholos |
| thalasso- | θάλασσα (thálassa) | Mer | Thalassémie, Thalassibie, Thalassidrome, Thalassine, Thalassinidée, Thalassiophyte, Thalassite, Thalassocratie, Thalassoculture, Thalassoica, Thalassomeli, Thalassomètre, Thalassonyme, Thalassophobie, Thalassothérapie, Thalassotoque, Thalassotropisme |
| -thall-, thal- ; tall-                                                                                        | θαλλός (thallós) | Jeune pousse, jeune branche | Thalès, Thallate, Thalle, Thallium, Thallophyte, Thallospore, Archéthalle, Cladomothalle, Mérithalle, Nématothalle, Prothalle ; Tallage, Talle, Tallement, Taller |
| -thalp- | θάλπω (thálpô) | Chauffer, échauffer | Enthalpie |
| -thanasie | θνῄσκω(thnếiskô) → θάνατος(thánatos) | Mourir → mort | voir thanat(o)- |
| thanat(o)- ; -thanasie ; thnéto-                                                                              | θνῄσκω(thnếiskô) → θάνατος(thánatos) | Mourir → mort | Thanatique, Thanatocénose, Thanatologie, Thanatomanie, Thanatomorphose, Thanatonaute, Thanatophobie, Thanatopraxie, Thanatos, Thanatose ; Cacothanasie, Dysthanasie, Euthanasie ; Thnétopsychique |
| thaum- | θέα(théa) → θεάομαι (theáomai) ; θεωρέω(theôréô) ; θαῦμα, -ατος(thaũma, -atos)                                                                               | Contemplation → contempler ; observer, examiner, contempler (mentalement) ; prodige, objet merveilleux, étonnement, admiration | voir théo-2 |
| the-, thé- | θεός (theós) | Dieu | voir -théo-1 |
| -théa1 | θεός (theós) | Dieu | voir -théo-1 |
| -théâ-2 | θέα(théa) → θεάομαι (theáomai) ; θεωρέω(theôréô) ; θαῦμα, -ατος(thaũma, -atos)                                                                               | Contemplation → contempler ; observer, examiner, contempler (mentalement) ; prodige, objet merveilleux, étonnement, admiration | voir théo-2 |
| -théc-, -thèce                                                                                                | θήκη(thếkê) | Armoire, boîte, coffre, écrin | voir -thèque |
| -thécie | θήκη(thếkê) | Armoire, boîte, coffre, écrin | voir -thèque |
| -thée | θεός (theós) | Dieu | voir -théo-1 |
| théi- | θεός (theós) | Dieu | voir -théo-1 |
| -thél- | θηλή (thêlế) ; θῆλυς (thễlus) | Mamelon ; féminin, femelle, tendre, fécond | Thélalgie, Thélarche, Thélite, Thélorrhagie, Thélotisme, Thélygène, Thélytoque, Épithélium, Endothélium, Heptathela, Mesothelae, Mésothélium, Opisthothelae |
| -thémat- | τίθημι(títhêmi) → θέσις, -εως (thésis, -eôs) | Poser, placer, déposer, entreposer, admettre, mettre en place, accepter, créer → établissement, disposition, arrangement, affirmation, dépôt | voir -thèse |
| -thème | τίθημι(títhêmi) → θέσις, -εως (thésis, -eôs) | Poser, placer, déposer, entreposer, admettre, mettre en place, accepter, créer → établissement, disposition, arrangement, affirmation, dépôt | voir -thèse |
| thémis- ; -témis                                                                                              | θέμις (thémis) | Loi divine, droit, coutume, oracle, procès | Thémis1, Thémis2, Thémistocle ; Artémis |
| -thénar | θέναρ (thénar) | Creux, paume, plante du pied | Thénar, Hypothénar |
| -théo-1, th-, the-, thé-, théi- ; -théa1, -thée ; -thou-, thu-1                                               | θεός (theós) | Dieu | Théa, Théagène, Thecla, Théétète, Théisme, Théocentrisme, Théocratie, Théocrite, Théodicée, Théodore1, Théodore2, Théodose1, Théodose2, Théodule, Théogamie, Théogénie, Théogonie, Théologie, Théologoumène, Théomachie, Théomancie, Théomanie, Théomorphe, Théonymie, Théopathie, Théopée, Théophagie, Théophanie, Théophile, Théophobie, Théophore, Théophraste, Théopneuste, Theopolis, Théosophie, Thiase, Apothéose, Athéisme, Hénothéisme, Monothéisme, Panthéisme, Panthéon, Polythéisme ; Athée, Amalthée, Dorothée, Panthée, Pasithéa, Timothée ; Enthousiasme, Thucydide |
| théo-2 ; -théâ-2 ; thaum-                                                                                     | θέα(théa) → θεάομαι (theáomai) ; θεωρέω(theôréô) ; θαῦμα, -ατος(thaũma, -atos)                                                                               | Contemplation → contempler ; observer, examiner, contempler (mentalement) ; prodige, objet merveilleux, étonnement, admiration | Théodectes, Théodolite, Théophraste, Théorie, Théorème ; Théâtre, Théâtron, Amphithéatre ; Thaumatrope, Thaumaturge, Thaumétopée |
| -thèque, -théc-, -thèce, -thécie ; -thicaire ; -tique, -tiquier ; taie ; thésaur-                             | θήκη(thếkê) | Armoire, boîte, coffre, écrin | Thèque, Thécaphore, Thèque, Apothécie, Aromathèque, Bibliothécaire, Bibliothèque, Biothèque, Carpothèque, Cinémathèque, Dactyliothèque, Diathèque, Discothèque, Endothèque, Épithèque, Exothèque, Glyptothèque, Gnathothèque, Gypsothèque, Hémérothèque, Hydrothèque, Hypothécaire, Hypothèque, Iconothèque, Lipsanothèque, Lithothèque, Logithèque, Mycothèque, Œnothèque, Oothèque, Pédothèque, Périthèce, Phonothèque, Photothèque, Pinacothèque, Protomothèque, Rhinothèque, Spermathèque, Staurothèque, Typothèque, Xylothèque, Zoothèque ; Apothicaire ; Boutique, Boutiquier ; Taie ; Thésaurus |
| -thera, théra-, -thère, -théri-, -theri-                                                                      | θηράω (thêráô) → θηρίον (thêríon) ; θηριακή (thêriakế) ; θηρίδιον (thêrídion)                                                                                | Chasser, poursuivre, chercher à saisir → bête sauvage ; bon contre la morsure des bêtes sauvages ; animalcule | Thérapside, Thériaque, Theridion, Thérien, Thériodontes, Aceratherium, Ancylotherium, Anoplothère, Baluchithérium, Brontothère, Diceratherium, Dinothérium, Euceratherium, Euthérien, Gomphotherium, Hyracotherium, Indricothérium, Megatherium, Métathérien, Moeritherium, Œnothera, Œnothère, Paléothérium, Panthera, Panthère, Pyrothérien, Sciathérique |
| -thérap- | θεραπεύω (therapeúô) | Prendre soin | Thérapeutique, Thérapie, Algothérapie, Apithérapie, Auriculothérapie, Biothérapie, Chimiothérapie, Crénothérapie, Cryothérapie, Ergothérapie, Héliothérapie, Hydrothérapie, Hypnothérapie, Kinésithérapie, Mécanothérapie, Phagothérapie, Phytothérapie, Psychothérapeute, Radiothérapie, Thalassothérapie |
| -thère | θηράω (thêráô) → θηρίον (thêríon) ; θηριακή (thêriakế) ; θηρίδιον (thêrídion)                                                                                | Chasser, poursuivre, chercher à saisir → bête sauvage ; bon contre la morsure 6 bêtes sauvages ; animalcule | voir -thera |
| -theri-, -théri-                                                                                              | θηράω (thêráô) → θηρίον (thêríon) ; θηριακή (thêriakế) ; θηρίδιον (thêrídion)                                                                                | Chasser, poursuivre, chercher à saisir → bête sauvage ; bon contre la morsure des bêtes sauvages ; animalcule | voir -thera |
| -therm- | θερμός (thermós) | Chaud | Thermalisme, Thermes, Thermidor, Thermie, Thermique, Thermochimie, Thermocouple, Thermodynamique, Thermoélectricité, Thermoformage, Thermoluminescence, Thermolyse, Thermomètre, Thermonucléaire, Thermophile, Thermophobie, Thermoplongeur, Thermopolium, Thermopyles, Thermorégulation, Thermos, Thermoscope, Thermosolaire, Thermostat, Diathermie, Endotherme, Exotherme, Exothermique, Géothermie, Homéotherme, Hydrothermal, Hyperthermie, Hypothermie, Isotherme, Monotherme, Poïkilotherme |
| thésaur- | θήκη(thếkê) | Armoire, boîte, coffre, écrin | voir -thèque |
| -thèse ; -thème, -thémat- ; -thète, -thétie ; -thétique                                                       | τίθημι(títhêmi) → θέσις, -εως (thésis, -eôs) | Poser, placer, déposer, entreposer, admettre, mettre en place, accepter, créer → établissement, disposition, arrangement, affirmation, dépôt | Thèse, Antithèse, Biosynthèse, Diathèse, Épenthèse, Hypothèse, Métathèse, Nucléosynthèse, Orthèse, Ostéosynthèse, Parasynthèse, Parenthèse, Photosynthèse, Prothèse, Prosthèse, Synthèse ; Thématisme, Thème, Anathème, Apothème, Athématique, Cyclothème, Épithème, Synthème ; Agonothète, Athlothète, Cathète, Épithète, Homothétie, Logothète, Nomothète, Thesmothète ; Antithétique, Biosynthétique, Homothétique, Hypothétique, Synthétique |
| thêta | θῆτα (thếta) | Lettre grecque thêta (θ, Θ) | Thêta1, Thêta2 |
| -thète, -thétie, -thétique                                                                                    | τίθημι(títhêmi) → θέσις, -εως (thésis, -eôs) | Poser, placer, déposer, entreposer, admettre, mettre en place, accepter, créer → établissement, disposition, arrangement, affirmation, dépôt | voir -thèse |
| -thicaire | θήκη(thếkê) | Armoire, boîte, coffre, écrin | voir -thèque |
| thigmo- ; thixo - ; tsig-, tzig-                                                                              | θιγγάνω (thiggánô) → θίξις (thíxis) | Toucher, étreindre, embrasser → action de toucher | Thigmomorphogenèse, Thigmonastie, Thigmotropisme ; Thixophobie, Thixotropie ; Tsigane, Tzigane |
| -thio(n)-; -thym-2 ; typh- ; -typhl- ; thu-2                                                                  | θύω1(thúô) → θύος (thúos) ; θεῖον (theĩon) ; θυμός (thumós) ; θῦμα (thũma) ; τῦφος (tũphos) ; θυφλός (tuphlós) ; θυφῶν (tuphỗn) ; θυία (thuía)               | Offrir un sacrifice en fumée → offrande, bois parfumé ; soufre, fumée de soufre ; âme, souffle de vie, humeur, volonté, cœur ; victime sacrifiée, sacrifice ; fumée, torpeur, stupeur, léthargie ; aveugle; tourbillon de vent, ouragan ; thuya | Thioalcool, Thioamine, Thiocarbamide, Thiocyanate, Thiodicarbe, Thiol, Thionine, Thionique, Thiophène, Thiosulfate, Thio-urée, Dithionate ; Thymélée, Thymie, Thymoanaleptique, Cacothymie, Cyclothymique, Dysthymie, Ecthyma, Epithymia1, Epithymia2, Euthymie, Lipothymie ; Typhique, Typhobacillose, Typhoïde, Typhomycine, Typhon1(monstre), Typhon2, Typhon3, Typhose, Typhus ; Typhlite, Typhlodromus, Typhlographe, Typhlologie, Typhlonecte, Typhlopidé, Ménotyphle ; Thuriféraire, Thuya |
| thixo - | θιγγάνω (thiggánô) → θίξις (thíxis) | Toucher, étreindre, embrasser ; action de toucher | voir thigmo- |
| thlaspi | θλάω (thláô) → θλάσπι (thláspi) | Meurtrir, froisser, broyer → thlaspi | Thlaspi |
| thnéto- | θνῄσκω(thnếiskô) → θάνατος(thánatos) | Mourir → mort | voir thanat(o)- |
| tholo- | θάλαμος (thálamos) ; θόλος (thólos) | Chambre à coucher, chambre nuptiale ; édifice en dôme, rotonde | voir -thalam- |
| thomise | θῶμιγξ (thỗmigx) | Corde, couronne de corde, fil de lin, câble | Thomise |
| thon- | θύννος (thúnnos) | Thon | Thon, Thonaire, Thonier, Thonine |
| thorac- ; -thorax                                                                                             | θώραξ, -ακος (thốrax, -akos) | Tronc, buste, poitrine | Thoracentèse, Thoracopages, Thoracoplastie, Thoracoscopie, Thoracotomie ; Thorax, Céphalothorax, Hémothorax, Mésothorax, Métathorax, Pneumothorax, Prothorax |
| -thorax | θώραξ, -ακος (thốrax, -akos) | Tronc, buste, poitrine | voir thorac- |
| -thou- | θεός (theós) | Dieu | voir -théo-1 |
| thréo- | ἐρεύθω(ereuthô) → ἐρυσίπελας (erusípelas) ; ἐρυθρός (eruthrós)                                                                                               | Faire rougir, rougir → inflammation de la peau ; rouge | voir éryth(r)- |
| -threps- | τρέφω (tréphô) → τροφή (trophế) ; θρέψις (thrépsis) | Nourrir → Croissance, fait de (se) nourrir ; (action de) nourrir ou d'élever | voir -troph-2 |
| thric- | θρίξ, -ιχός (thríx, -khós) | Poil, cheveu, filament | voir -tricho-1 |
| thridace | θρίδαξ (thrĩdax) | Laitue | Thridace |
| thrips | ἴψ, ἰπός (Ĩps, -pós) | Ver qui ronge le bois | voir -ips- |
| thrix- | θρίξ, -ιχός (thríx, -khós) | Poil, cheveu, filament | voir -tricho-1 |
| -thromb- | θρόμϐος (thrómbos) | Grain arrondi, caillot coagulé | Thrombine, Thrombocyte, Thrombocytopoïèse, Thrombokinase, Thrombolyse, Thrombopénie, Thrombophlébite, Thromboplastine, Thrombopoïèse, Thrombose, Thrombus, Prothrombine |
| thu-1 | θεός (theós) | Dieu | voir -théo-1 |
| thu-2 | θύω1(thúô) → θύος (thúos) ; θεῖον (theĩon) ; θυμός (thumós) ; θῦμα (thũma) ; τῦφος (tũphos) ; θυφλός (tuphlós) ; θυφῶν (tuphỗn) ; θυία (thuía)               | Offrir un sacrifice en fumée → offrande, bois parfumé ; soufre, fumée de soufre ; âme, souffle de vie, humeur, volonté, cœur ; victime sacrifiée, sacrifice ; fumée, torpeur, stupeur, léthargie ; aveugle ; tourbillon de vent, ouragan ; thuya | voir thio(n)- |
| thul- | Θούλη (Thoúlê) | (Île septentrionale de) Thulé | Thulé, Thulium |
| thylac- ; thylak-                                                                                             | θύλακος (thúlakos) | Sac en peau de bête | Thylacine ; Thylakoïde |
| thym-1 | θύμος (thúmos) | Thym, excroissance charnue | Thym, Thymectomie, Thymelaea, Thymène, Thymine, Thymique, Thymocyte, Thymol, Thymome, Thymus |
| -thym-2 | θύω1(thúô) → θύος (thúos) ; θεῖον (theĩon) ; θυμός (thumós) ; θῦμα (thũma) ; τῦφος (tũphos) ; θυφλός (tuphlós) ; θυφῶν (tuphỗn) ; θυία (thuía)               | Offrir un sacrifice en fumée → offrande, bois parfumé ; soufre, fumée de soufre ; âme, souffle de vie, humeur, volonté, cœur ; victime sacrifiée, sacrifice ; fumée, torpeur, stupeur, léthargie ; aveugle ; tourbillon de vent, ouragan ; thuya | voir thio(n)- |
| thyr-, -thyro- ; -thyrea, thyréo-                                                                             | θύρα(thúra) ; θυρεός (thureós) | Porte de chambre ; grosse pierre servant de porte, bouclier long | Thyratron, Thyristor, Thyroglobuline, Thyroïde, Thyronine, Thyrotropine, Thyroxine, Dithyrambe, Hyperthyroïdie, Hypothyroïdie ; Thyréocyte, Thyréologue, Thyréoncie, Thyréopathie, Thyréophore, Thyréose, Thyréostatique, Thyréostimuline, Thyréotrope, Eurythyrea, Oxythyrea |
| -thyrea, thyréo-                                                                                              | θύρα(thúra) ; θυρεός (thureós) | Porte de chambre ; grosse pierre servant de porte, bouclier long | voir thyr- |
| -thyro- | θύρα(thúra) ; θυρεός (thureós) | Porte de chambre ; grosse pierre servant de porte, bouclier long | voir thyr- |
| thyrs- ; tors-                                                                                                | θύρσος (thúrsos) | Tige, bâton des Bacchantes | Thyrse, Thyrsoïde ; Torse |
| thysan- | θύσανος (thúsanos) | Frange | Thysania, Thysanoptère, Thysanoure |
| -tigr- | Τίγρις (Tígris) | Tigre | Tigre, Tigridia,Tigron, Tigrure, Hippotigris |
| tim- | τιμή (timế) ; τιμαῖος (timaĩos) | ; Évaluation, estimation, valeur, prix ; satisfaction, estime, honneur ; honoré, honorable | Timée1, Timée2, Timée3, Timocharis, Timothée |
| -tique | θήκη(thếkê) | Armoire, boîte, coffre, écrin | voir -thèque |
| -tiquier | θήκη(thếkê) | Armoire, boîte, coffre, écrin | voir -thèque |
| titan- | Τιτάν, -ᾶνος (Titán, -ãnos) | Titan | Titan1, Titan2, Titanate, Titane, Titanesque, Titanic, Titanide, Titanien, Titanique, Titanisme, Titanite, Titanoboa, Titanomachie, Titanosaure, Titanyle |
| tmès- | τέμνω (témnô) → τομή (tomế) ; ἔντομος (éntomos) → ἔντομα (éntoma) ; τμῆσις (tmễsis) ; ἐκτομή (ektomế)                                                        | Couper → coupure ; découpé, segmenté → insectes ; coupure, section, tmèse ; ablation, amputation | voir -tom- |
| -toca, -toci-                                                                                                 | τόκος (tókos) | Action d’engendrer ou de mettre bas, accouchement, enfant, rejeton | voir toco- |
| toco-, -toco- ; -toca, -toci- ; -toque                                                                        | τόκος (tókos) | Action d’engendrer ou de mettre bas, accouchement, enfant, rejeton | Tocographe, Tocologie, Tocolyse, Tocolytique, Tocontologue, Tocophérol, Tocophobie, Tocotriénol, Cardiotocographe ; Atocie, Dystocie, Embryotocie, Eutocie, Eutocius, Hystérotomotocie, Tomotocie, Ocytocine, Zootoca ; Arrhénotoque, Potamotoque, Thalassotoque, Thélytoque |
| -toin- | τείνω(téinô) → τένων (ténôn) ; ἐκτένεια (ekténeia) ; τεινεσμός (teinesmós) ; τέτανος (tétanos) ; τάσις (tásis) ; ταινία(tainía) ; τόνος(tónos)               | Tendre, étendre, étirer → tendon ; tension, persévérance, zêle, application ; douleur intestinale ; étendu, allongé, rigide ; tension d'un muscle, contraction, extension, rigidité spasmodique, tétanos ; bandelette, ruban, ceinture, bandage, ver solitaire ; ligament tendu, tension, corde, cordage, muscle, tendon, mode musical, ton de la voix, son, rythme | voir -tène |
| -tom-, -tomie, -tomo- ; -ectomie ; entomo- ; temno- ; tmès-                                                   | τέμνω (témnô) → τομή (tomế) ; ἔντομος (éntomos) → ἔντομα (éntoma) ; τμῆσις (tmễsis) ; ἐκτομή (ektomế)                                                        | Couper → coupure ; découpé, segmenté → insectes ; coupure, section, tmèse ; ablation, amputation | Tome, Tomodensitométrie, Tomographie, Anatomie, Atome, Costotome, Cystotomie, Dichotomie, Épitomé, Laparotomie, Laryngotomie, Lobotomie, Microtome, Pentatoma, Phlébotomie, Protomé, Rhizotome, Stéréotomie, Tétratomie, Trachéotomie ; Amygdalectomie, Appendicectomie, Colectomie, Gastrectomie, Glossectomie, Masectomie, Lobectomie, Néphrectomie, Parotidectomie, Phlébectomie, Posthectomie, Prostatectomie, Splénectomie, Tarsectomie, Tétrapilectomie, Thyroïdectomie, Vasectomie, Vitrectomie ; Entomocécidie, Entomochore, Entomofaune, Entomogamie, Entomogène, Entomolithe, Entomologie, Entomophagie, Entomophile, Entomosporiose, Entomostracé, Acérentomon ; Temnospondyle ; Tmèse |
| -tomie | τέμνω (témnô) → τομή (tomế) ; ἔντομος (éntomos) → ἔντομα (éntoma) ; τμῆσις (tmễsis) ; ἐκτομή (ektomế)                                                        | Couper → coupure ; découpé, segmenté → insectes ; coupure, section, tmèse ; ablation, amputation | voir -tom- |
| -tomo- | τέμνω (témnô) → τομή (tomế) ; ἔντομος (éntomos) → ἔντομα (éntoma) ; τμῆσις (tmễsis) ; ἐκτομή (ektomế)                                                        | Couper → coupure ; découpé, segmenté → insectes ; coupure, section, tmèse ; ablation, amputation | voir -tom- |
| -ton- | τείνω(téinô) → τένων (ténôn) ; ἐκτένεια (ekténeia) ; τεινεσμός (teinesmós) ; τέτανος (tétanos) ; τάσις (tásis) ; ταινία(tainía) ; τόνος(tónos)               | Tendre, étendre, étirer → tendon ; tension, persévérance, zêle, application ; douleur intestinale ; étendu, allongé, rigide ; tension d'un muscle, contraction, extension, rigidité spasmodique, tétanos ; bandelette, ruban, ceinture, bandage, ver solitaire ; ligament tendu, tension, corde, cordage, muscle, tendon, mode musical, ton de la voix, son, rythme | voir -tène |
| topaz- | τόπαζος (tópazos) | Topaze | Topaze, Topazolite |
| -tope ; -topi- ; topo-                                                                                        | τόπος (tópos) | Lieu | Biotope, Chronotope, Énantiotope, Épitope, Homotope, Isotope, Paratope, Polytope ; Topiaire, Topique, Atopie, Atopique, Catatopie, Diatopique, Dystopie, Ectopie, Eutopie, Hétérotopie, Homotopie, Isotopie, Paratopie, Somatotopie, Syntopie, Utopie ; Topographie, Topologie, Topoguide, Topoisomère, Topolecte, Topomère, Topométrie, Toponomastique, Toponyme, Topos1, Topos2, Topos3, Topotomie, Topotype |
| -toque | τόκος (tókos) | Action d’engendrer ou de mettre bas, accouchement, enfant, rejeton | voir toco- |
| toreu- | τορεύω (toreúô) → τορευτικός (toreutikós) | Graver, ciseler → qui concerne l'art du graveur ou du ciseleur, graveur, ciseleur | Toreuticien, Toreutique |
| tors- | θύρσος (thúrsos) | Tige, bâton des Bacchantes | voir thyrs- |
| tox-, toxo- ; -toxi- ; -toxic- ; -toxiqu-                                                                     | τόξον (tóxon) ; τοξικός (toxikós) | Arc ; poison dont on enduit une flèche | Toxalbumine, Toxaphène, Toxémie, Toxocarose, Toxodon, Toxophobie, Toxoplasmose, Toxostome ; Toxine, Toxinhémie, Anatoxine, Détoxification, Endotoxine, Immunotoxine, Mycotoxine, Mytilotoxine, Neurotoxine, Télétoxie ; Toxicité, Toxicochimiste, Toxicocinétique, Toxicodendron, Toxicodermie, Toxicologie, Toxicomanie, Toxicophage, Toxicophobie, Toxicophore, Toxicose, Écotoxicité, Intoxication, Neurotoxicité, Phytotoxicité ; Toxique, Atoxique, Écotoxique, Endotoxique, Génotoxique, Hépatotoxique, Neurotoxique, Syntoxique |
| -toxi- ; -toxic-, -toxiqu-                                                                                    | τόξον (tóxon) ; τοξικός (toxikós) | Arc ; poison dont on enduit une flèche | voir tox- |
| toxo- | τόξον (tóxon) ; τοξικός (toxikós) | Arc ; poison dont on enduit une flèche | voir tox- |
| tra- | τέτταρες (téttares), (préfixe grec) τετρα- (tetra-) | Quatre | voir -tétra- |
| -trach- | τραχύς (trachús) | rude, raboteux, rocailleux, rugueux, inégal | Trachée, Trachée-artère, Trachéide, Trachéite, Trachéocèle, Trachéophyte, Trachéoscopie, Trachéosténose, Trachéotomie, Trachome, Trachure, Trachyandésite, Trachycarpe, Trachylide, Trachyméduse, Trachymène, Trachyptère, Trachystomate, Trachyte, Péritrachéen |
| -trag- | τρώγω(trốgô) → τρώγλη (trốglê) ; τράγος (trágos) ; τραγικός(tragikós) ; τραγῳδία (tragôidía)                                                                 | Ronger, brouter → trou fait par un rongeur ; bouc, lubricité, épeautre ; de bouc, en relation avec un bouc, qui concerne la tragédie, de nature tragique, emphatique ; tragédie | voir troglo- |
| -traum- | τιτρώσκω(titrốskô) ; τετραίνω(tetraínô) → τραῦμα, -ατος (traũma, -atos) ; τείρω(teirô)                                                                       | Pénétrer, blesser, casser ; percer → blessure ; user, épuiser, accabler | Trauma, Traumaticine, Traumatisme, Traumatologie, Traumatophobie, Polytraumatisme |
| tré- | τέτταρες (téttares), (préfixe grec) τετρα- (tetra-) | Quatre | voir -tétra- |
| tréma-, -trème                                                                                                | τιτράω(titráô) → τρῆμα, -ατος (trễma, -atos) | Trouer, percer → trou, ouverture | Tréma, Trémaère, Trématobranche, Trématode, Trématophore ; Diatrème, Monotrème |
| trép- | τρέπω(trépô) → τρύπανον (trúpanon) ; τρόπος (trópos) ; τροπός (tropós) ; τρυπάω (trúpaô                                                                      | Tourner → tarière, trépan ; tournure, manière, façon, mélodie ; courroie (de rame), poutre ; percer, trouer, enfoncer | voir -trop- |
| tréph- | τρέφω (tréphô) → τροφή (trophế) ; θρέψις (thrépsis) | Nourrir → Croissance, fait de (se) nourrir ; (action de) nourrir ou d'élever | voir -troph-2 |
| tri- ; trit-                                                                                                  | τρεῖς (treĩs) ; τρίς (trís) ; τρίτος (trítos) | Trois ; trois fois ; troisième | Triacide, Triade, Triadique, Triandrique, Triangulation, Trias, Triathlon, Triatomique, Tribasique, Tribolium, Tributyrine, Tricalcique, Tricarboxylique, Tricardium, Triceps, Tricératops, Trichloréthylène, Trichlorométhane, Trichroïsme, Trichromie, Triclinique, Tricorde, Tricrote, Tricuspide, Tricycle, Tridacne, Tridactyle, Tridermique, Tridymite, Trièdre, Triérarchie, Trière, Trifluorure, Trigamie, Triglycéride, Triglyphe, Trigone, Trigonelle, Trigonocéphale, Trigonométrie, Trigramme, Triholoside, Trihydrogène, Trihydrol, Triiodure, Trilithe, Trilobe, Trilobé, Trilobite, Trilogie, Trimère, Triméthylamine, Trimètre, Trinacrie, Trinervé, Tinitrobenzène, Trinitrophénol, Trinitrotoluène, Trinôme, Triode, Triol, Trionyx, Trioxane, Trioxyde, Triphasé, Triphénol, Triple, Triploïde, Triphénylméthane, Triphosphate, Triphtongue, Triphylle, Triplan, Triplégie, Triploïdie, Tripode, Triptote, Triptyque, Trisagion, Triscèle, Triskell, Trismégiste, Trisodique, Trisomie, Trissyllabique, Trisulfure, Tritane, Trithérapie, Tritome, Tritomus, Tritriacontagone, Trittye, Trityle, Trivalent, Trivalve ; Tritagoniste, Tritanomalie, Tritanopie, Tritéophye, Tritium ; voir aussi triton- |
| -trib- ; trips- ; tryo- ; tryps- ; trypt-                                                                     | τρίϐω(tríbô) ; θρύπτω(thrúptô) ; τρύω(trúô)→ τρῖψις (trĩpsis)                                                                                                | Frotter, triturer, broyer ; briser, broyer ; frotter, épuiser par frottement → friction, frottement | Tribade, Triboélectricité, Tribologie, Triboluminescence, Tribométrie, Angiotribe, Basiotribe, Diatribe, Phléotribe ; Basiotripsie, Céphalotripsie ; Amphitryon ; Trypsine, Thrypsinogène ; Tryptamine, Tryptophane |
| -tric- | θρίξ, -ιχός (thríx, -khós) | Poil, cheveu, filament | voir -tricho-1 |
| trich-, -triche                                                                                               | θρίξ, -ιχός (thríx, -khós) | Poil, cheveu, filament | voir -tricho-1 |
| -tricho-1, -tric, trich-, -triche, -trichum ; thrix-                                                          | θρίξ, -ιχός (thríx, -khós) | Poil, cheveu, filament | Trichiasis, Trichine, Trichinose, Trichite, Trichiure, Trichiuridés, Trichobézoard, Trichocéphale, Trichoclasie, Trichocyste, Trichoglossie, Trichogramme, Trichogyne, Trichologie, Tricholome, Trichomanie, Trichome, Trichomonose, Trichomycine, Trichomycose, Trichopathie, Trichophyton, Trichoptère, Trichoptilose, Trichorhexis, Trichose, Trichotillomanie, Amphitriche, Amphotriche, Callitriche, Hypertrichose, Hypotrichose, Lagotriche, Lophotriche, Monotriche, Oligotriche, Oxytriche, Péritriche, Sporotrichose, Symphyotrichum ; Polytric ; Cladothrix, Lépothrix, Leptothrix, Sporothrix, Tyrothricine, Ulothrix |
| tricho-2 | τρίχα (tríkha) | En trois parties | Trichotomie |
| -trichum | θρίξ, -ιχός (thríx, -khós) | Poil, cheveu, filament | voir -tricho-1 |
| trips- | τρίϐω(tríbô) ; θρύπτω(thrúptô) → τρῖψις (trĩpsis) | Frotter, triturer, broyer ; briser, broyer → friction, frottement | voir -trib- |
| trism- | τρίζω (trízô) → τρισμός (trismós) | Pousser un cri aigu → petit cri aigu | Trismique, Trismus |
| trit- | τρεῖς (treĩs) ; τρίς (trís) ; τρίτος (trítos) | Trois ; trois fois ; troisième | voir tri- |
| triton- 7 | Τρίτων (Trítôn) | Tritôn (fils de Poséidon) | Triton1, Triton2, Triton3, Triton4, Triton5, Tritonide, Tritonien, Tritonymphe |
| -troch- ; troqu-                                                                                              | τρέχω (trékhô) → τρόχος (trókhos) ; τροχός (trokhós) ; τροχιλία (trokhilía) ; τροχίλος (trokhílos) ; τροχάω (trokháô) → τροχαντήρ (trokhantếr)               | Marcher, courir → course ; roue, cercle, anneau ; machine élévatrice, treuil, cabestan, poulie ; roitelet, treuil, poulie ; courir, avoir une forme arrondie → organe (ou instrument) pour courir, trochanter | Trochaïque, Trochanter, Trochantin, Troche, Trochée, Trochile, Trochilidé, Trochin, Trochisque, Trochiter, Trochlée, Trochoïde, Trochophore, Trochosphère, Épitrochasme, Épitrochlée ; Troque |
| troglo- ; -trag-                                                                                              | τρώγω(trốgô) → τρώγλη (trốglê) ; τράγος (trágos) ; τραγικός(tragikós) ; τραγῳδία (tragôidía)                                                                 | Ronger, brouter → trou fait par un rongeur ; bouc lubricité, épeautre ; de bouc, en relation avec un bouc, qui concerne la tragédie, de nature tragique, emphatique ; tragédie | Troglobie, Troglodyte, Troglophile, Trogloxène ; Tragédie, Tragelaphus, Tragique, Tragopan, Tragopogon, Tragoscèle, Tragus, Antitragus, Hippotragus, Oréotrague |
| -trop- ; trép- ; troph-1 ; trup- ; tryp-                                                                      | τρέπω(trépô) → τρύπανον (trúpanon) ; τρόπος (trópos) ; τροπός (tropós) ; τρυπάω (trupáô)                                                                     | Tourner → tarière, trépan ; tournure, manière, façon, mélodie ; courroie (de rame), poutre ; percer, trouer, enfoncer | Trope, Tropique, Tropisme, Troposphère, Allotropie, Anisotrope, Apotropaïque, Atropine, Azéotrope, Dromotrope, Ectropion, Énantiotrope, Entropie, Entropion, Épitrope, Gonadotrope, Héliotrope, Hépatotrope, Hygrotropisme, Isotrope, Monotrope, Néguentropie, Neurotrope, Phototropisme, Plagiotrope, Psychotrope, Somatotrope, Somatotropine, Thaumatrope, Thixotrope, Thyréotrope, Zootrope ; Trépan, Trépanation, Tréponème ; Trophée ; Géotrupe, Hylotrupes ; Trypanosome |
| troph-1 | τρέπω(trépô) → τρύπανον (trúpanon) ; τρόπος (trópos) ; τροπός (tropós) ; τρυπάω (trupáô)                                                                     | Tourner → tarière, trépan ; tournure, manière, façon, mélodie ; courroie (de rame), poutre ; percer, trouer, enfoncer | voir -trop- |
| -troph-2, tréph- ; -threps-                                                                                   | τρέφω (tréphô) → τροφή (trophế) ; θρέψις (thrépsis) | Nourrir → Croissance, fait de (se) nourrir ; (action de) nourrir ou d'élever | Trophallaxie, Trophique, Algodystrophie, Atrophie, Autotrophe, Auxotrophe, Cæcotrophie, Chimiotrophe, Dystrophie, Eutrophisation, Hétérotrophe, Hypertrophie, Leucodystrophie, Lipodystrophie, Oligotrophe, Orphanotrophe, Phototrophe, Prototrophe ; Tréphocyte, Tréphone ; Athrepsie |
| troqu- | τρέχω (trékhô) → τρόχος (trókhos) ; τροχός (trokhós) ; τροχιλία (trokhilía) ; τροχίλος (trokhílos) ; τροχάω (trokháô) → τροχαντήρ (trokhantếr)               | Marcher, courir → course ; roue, cercle, anneau ; machine élévatrice, treuil, cabestan, poulie ; roitelet, treuil, poulie ; courir, avoir une forme arrondie → organe (ou instrument) pour courir, trochanter | voir -troch- |
| -truch- | στρουθός (strouthós) | Moineau, autruche, coq, poule, cognassier, coing | voir struth- |
| trup- | τρέπω(trépô) → τρύπανον (trúpanon) ; τρόπος (trópos) ; τροπός (tropós) ; τρυπάω (trupáô)                                                                     | Tourner → tarière, trépan ; tournure, manière, façon, mélodie ; courroie (de rame), poutre ; percer, trouer, enfoncer | voir -trop- |
| tryo- | τρίϐω(tríbô) ; θρύπτω(thrúptô) ; τρύω(trúô)→ τρῖψις (trĩpsis)                                                                                                | Frotter, triturer, broyer ; briser, broyer ; frotter, épuiser par frottement → friction, frottement | voir -trib- |
| tryp- | τρέπω(trépô) → τρύπανον (trúpanon) ; τρόπος (trópos) ; τροπός (tropós) ; τρυπάω (trupáô)                                                                     | Tourner → tarière, trépan ; tournure, manière, façon, mélodie ; courroie (de rame), poutre ; percer, trouer, enfoncer | voir -trop- |
| tryps- ; trypt-                                                                                               | τρίϐω(tríbô) ; θρύπτω(thrúptô) → τρῖψις (trĩpsis) | Frotter, triturer, broyer ; briser, broyer → friction, frottement | voir -trib- |
| tsig- | θιγγάνω (thiggánô) → θίξις (thíxis) | Toucher, étreindre, embrasser → action de toucher | voir -thigmo |
| tzig- | θιγγάνω (thiggánô) → θίξις (thíxis) | Toucher, étreindre, embrasser → action de toucher | voir -thigmo |
| tycho- | τύχη (túkhê) ; τύχων (túkhôn) | Chance, hasard ; chanceux | Tycho, Tychonien, Tychonique, Tychopélagique, Tychopotamique, Tychoparthénogénèse |
| tyl- | τύλη (túlê) → τύλος (túlos) | Bosse, protubérance → bosse, protubérance, cal, durillon, callosité, cheville | Tylenchus, Tylodine, Tyloma, Tylose |
| tympan- | τύπτω(túptô) → τύπος (túpos) ; τύμπανον(túmpanon) | Frapper → Marque, coup, empreinte, modèle, caractère ; tambourin, tambour | voir -typ- |
| -typ-, typo- ; typto- ; tympan-                                                                               | τύπτω̽(túptô) → τύπος (túpos) ; τύμπανον(túmpanon) | Frapper → Marque, coup, empreinte, modèle, caractère ; tambourin, tambour | Type, Typique, Typochromie, Typographie, Typologie, Typomètre, Typon, Typothèque, Agriotype, Allotype, Archétype, Autotype, Biotype, Calotype, Caryotype, Contretype, Daguerréotype, Écotype, Ectype, Exotype, Galvanotype, Génotype, Haplotype, Hémotype, Holotype, Homotype, Hypotypose, Linotype, Lithotype, Logotype, Lumitype, Mésotype, Monotype, Morphotype, Optotype, Phénotype, Phototype, Prototype, Rhodotype, Ronéotype, Sérotype, Sociotype, Sténotype, Stéréotype, Stratotype, Télétype ; Typtologie ; Tympan, Tympanal, Tympanon, Tympanum |
| typh- | θύω1(thúô) → θύος (thúos) ; θεῖον (theĩon) ; θυμός (thumós) ; θῦμα (thũma) ; τῦφος (tũphos) ; θυφλός (tuphlós) ; θυφῶν (tuphỗn) ; θυία (thuía)               | Offrir un sacrifice en fumée → offrande, bois parfumé ; soufre, fumée de soufre ; âme, souffle de vie, humeur, volonté, cœur ; victime sacrifiée, sacrifice ; fumée, torpeur, stupeur, léthargie ; aveugle ; tourbillon de vent, ouragan ; thuya | voir thio(n)-8 |
| typhl- | θύω1(thúô) → θύος (thúos) ; θεῖον (theĩon) ; θυμός (thumós) ; θῦμα (thũma) ; τῦφος (tũphos) ; θυφλός (tuphlós) ; θυφῶν (tuphỗn) ; θυία (thuía)               | Offrir un sacrifice en fumée → offrande, bois parfumé ; soufre, fumée de soufre ; âme, souffle de vie, humeur, volonté, cœur ; victime sacrifiée, sacrifice ; fumée, torpeur, stupeur, léthargie ; aveugle ; tourbillon de vent, ouragan ; thuya | voir thio(n)- |
| typo- | τύπτω(túptô) → τύπος (túpos) ; τύμπανον(túmpanon) | Frapper → Marque, coup, empreinte, modèle, caractère ; tambourin, tambour | voir -typ- |
| typto- | τύπτω(túptô) → τύπος (túpos) ; τύμπανον(túmpanon) | Frapper → Marque, coup, empreinte, modèle, caractère ; tambourin, tambour | voir -typ- |
| tyran- ; -tyrann-                                                                                             | τύραννος (túrannos) | Maître absolu, tout-puissant | Tyran1, Tyran2 ; Tyranneau, Tyrannie, Tyrannicide, Tyrannidés, Tyranniser, Tyrannosaure1, Tyrannosaure2, Yutyrannus |
| -tyrann- | τύραννος (túrannos) | Maître absolu, tout-puissant | voir tyran- |
| -tyr(o)- | τυρός (turós) | Fromage | Tyramine, Tyrine, Tyroglyphe, Tyromancie, Tyrosème, Tyrosinase, Tyrosine, Tyrothricine, Tyrothrix ; voir aussi -butyr(o)- |